# 정훈모 (단군교)
정훈모(鄭薰謨, 1868 ~ 1943)는 일제 강점기의 종교인으로 친일 교단인 단군교의 교주로 활동하였다.

## 생애
정훈모는 구한말부터 활동한 종교인으로 나철과 함께 대종교의 창설에 참여했다. 당시에는 단군교라는 교명을 사용했던 대종교의 중광 이후 북부지사교의 직책을 맡아 활동했으나, 1910년 7월에 나철이 일제의 탄압을 피하고 교단 내부의 친일 세력을 제거하려는 목적으로 교명을 대종교로 바꾸자 이에 반발하여 교명 고수를 명분으로 8월 15일에 추종자와 함께 교단을 분리·독립하였다. 단군교의 교주인 도교장이 된 정훈모는 친일파 각료인 박영효, 정두화, 민병한 등을 입교시키고 조선총독부의 비호 아래 포교활동을 하는 등 친일 행적을 보였다. 정훈모의 단군교 역시 친일 교단으로 분류된다. 여러 경전 및 저서를 발표하고 1930년 시흥에 단군전을 세워 본부로 삼는 등 교세를 확장하고 활발한 포교 활동을 벌였다. 그러나 자금 문제로 신도들이 분열하고, 일제가 본격적으로 탄압을 하자 단군교는 와해되었고 정훈모는 1943년에 사망하였다.